# Вила Или (Терамо)
Вила Или (итал. Villa Illii) је насеље у Италији у округу Терамо, региону Абруцо.
Према процени из 2011. у насељу је живело 123 становника. Насеље се налази на надморској висини од 469 м.